# Ajdovski gradec, Vranje
Ajdovski gradec je 436 mnm visok grič, oddaljen 8 km severozahodno od Sevnice, nad dolino Vranjskega potoka.

## Arheologija
Na vrhu griča so domačini že 1811 našli med ruševinami rimski nagrobnik in sarkofag. Po temeljitejših arheoloških raziskavah so v obdobju 1901 do 1905 poleg napisnih kamnov in številnih drugih najdb izkopali tudi temelje zidanih stavb in dele obzidja okoli naselbine. Bistveno pa so podobo naselbine razkrila šele izkopavanja, ki jih je leta 1970 vodil arheolog Peter Petru in je najdišče dobilo tudi sedanje ime. Do tedaj je bilo to najdišče poznano pod imenom Vranje.
Ajdovski gradec je do sedaj najbolj raziskano selišče iz obdobja preseljevanja ljudstev na Slovenskem. Izkopano gradivo hranita muzej v Gradcu in Narodni muzej Slovenije v Ljubljani.